# Rychtal (gmina)
Rychtal [ˈrɨxtal] (en allemand : Reichthal, 1939-45: Reichtal) est une commune rurale de la voïvodie de Grande-Pologne et du powiat de Kępno. Elle s'étend sur 96,8 km² et comptait 4 015 habitants en 2010.
Elle se situe à environ 18 kilomètres au sud-ouest de Kępno et à 153 kilomètres au sud-est de Poznań, la capitale régionale.